# Rádio Diário (Manaus)
Rádio Diário foi uma estação de rádio brasileira sediada em Manaus, capital do estado do Amazonas. Operava no dial FM, na frequência 95.7 MHz, quando foi substituída pela Viva FM. Sua antiga frequência é de propriedade do Jornal do Commercio que comprou a Rádio Baré em 1985 e migrou do dial AM em 2016, onde operava em 1440 kHz como CBN Amazônia. A emissora pertence ao Grupo Diário de Comunicação, que também controla a TV Diário o jornal Diário do Amazonas, entre outros veículos.

## História
A frequência 95.7 FM é uma migrante do dial AM, onde operava em 1440 kHz. A estação funcionou por 30 anos sob propriedade do Jornal do Commercio, até ser arrendada para a Rede Amazônica, que lança a CBN Amazônia Manaus em 4 de agosto de 2015. A FM estreou em 14 de novembro de 2016.
O arrendamento foi encerrado em 5 de fevereiro de 2018, e a CBN Amazônia passou a ocupar a frequência da Amazonas FM. No lugar, a estação passou a transmitir provisoriamente a programação da Rádio ALEAM. No mesmo mês, o jornalista Hiel Levy anuncia que um acordo foi firmado entre o Jornal do Commercio e a Rede Diário de Comunicação para lançar um novo projeto na frequência. Questionado, Cyro Anunciação afirmou que iria "surpreender o mercado com uma novidade". Em março, é colocada no ar a Rádio Diário, emissora com formato adulto-contemporâneo. A emissora estreou oficialmente em 4 de junho de 2018, tendo como primeiro programa o Diário da Manhã, ancorado por Marcela Rosa e Marcos Santos. Pela tarde, foi realizado um coquetel para empresários, publicitários e autoridades da capital amazonense em comemoração ao lançamento da rádio.
Em 4 de novembro de 2021, a Rádio Diário deixa de operar no dial FM para dar lugar a Viva FM, na mesma frequência. O Grupo Diário, anunciou em suas redes sociais, seu futuro retorno ao dial por outra frequência, ainda indefinida. Por enquanto, sua transmissão via internet está fora do ar.